# International Broadcasting Bureau
O International Broadcasting Bureau (IBB) é uma agência federal do governo dos Estados Unidos da América, criada em 1994 para produzir transmissões políticas de rádio e televisão dirigidas ao público de países estrangeiros.